# Callum Nicoll
Callum Nicoll is een professioneel golfer uit Irvine, Schotland.
Nicoll werd in 2000 professional en geeft les op de The Els Club in Dubai. In 2011 kwalificeerde de 28-jarige Nicoll zich met amateur Khales Attieh voor deelname aan de Dubai Desert Classic 2011 met een ronde van 71.

## Gewonnen
- 2006: Scottish Young Professionals' Championship